# Ellen Mills Scarbrough
Ellen Mills Scarbrough (13 de novembro de 1900 - março de 1983) foi uma educadora e política liberiana. Ela foi eleita para a Câmara dos Representantes em 1959, tornando-se na primeira mulher no Legislativo.

## Biografia
Mills Scarbrough nasceu em Arthington em 1900. Depois de estudar no College of West Africa, ela frequentou a Universidade Howard em Washington, D.C., onde se formou. Ela então ganhou um mestrado na Universidade de Columbia. Regressando à Libéria, ela trabalhou como professora. Em 1947 ela era membro da Delegação da Libéria nas Nações Unidas. No ano seguinte, foi nomeada secretária assistente de instrução pública. Quatro anos depois, ela foi promovida a secretária assistente. Ela também foi nomeada Doutora honorária em Educação pela Universidade da Libéria.
Em 1959, ela foi eleita para a Câmara dos Representantes, tornando-se na primeira mulher a ocupar cargos na Câmara ou no Senado. Ela também actuou como presidente da Federação Nacional das Mulheres da Libéria.
Mais tarde, ela doou um terreno ao governo, no qual o hospital psiquiátrico Catherine Mills foi estabelecido. Ela morreu em Monróvia em março de 1983.